# Günter Rudolf Knieß

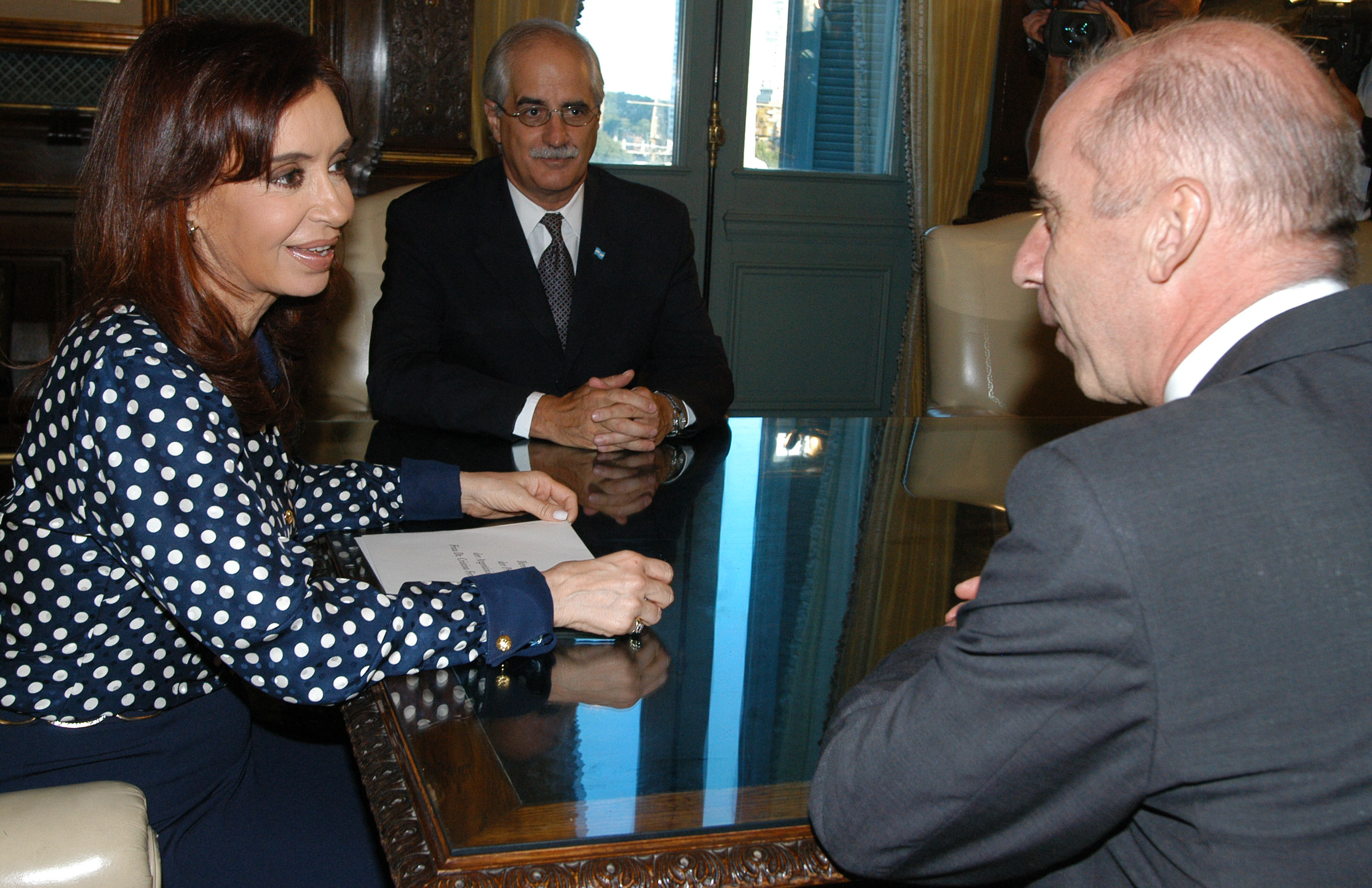
Günter Knieß (rechts) 2009 mit der Präsidentin und dem Außenminister von Argentinien, Cristina Fernández de Kirchner und Jorge Taiana.

Günter Rudolf Knieß (* 6. April 1951 in Maßbach, Landkreis Bad Kissingen, Bayern) ist ein deutscher Diplomat, der von August 2008 bis August 2012 deutscher Botschafter in Argentinien und von 2012 bis 2016 Botschafter in Kolumbien war.

## Leben
Günter Rudolf Knieß studierte von 1970 bis 1976 an der Universität Karlsruhe und schloss dieses Studium mit einem Diplom als Wirtschaftsingenieur ab.
1976 trat er in den Dienst des Auswärtigen Amtes ein und absolvierte von 1976 bis 1978 eine Attachéausbildung. Er war von 1978 bis 1981 an der Botschaft der Bundesrepublik Deutschland in Amman zweiter Botschaftssekretär und von 1981 bis 1984 an der Botschaft der Bundesrepublik Deutschland in Managua erster Botschaftssekretär.
Nach Zuständigkeit für die bilateralen Beziehungen zwischen Deutschland und Brasilien in der Zentrale des Auswärtigen Amtes in Bonn (1984–1987) war er von 1987 bis 1990 Botschaftsrat in Jakarta und daraufhin stellvertretender Leiter des Südostasien-Referats in Bonn. Von 1993 bis 1996 war er Botschaftsrat in San José (Costa Rica) und von 1996 bis 1999 war er Gesandter an der Botschaft der Bundesrepublik Deutschland in Mexiko-Stadt.
Von 1999 bis 2003 leitete er das Referat Internationale Konferenzen im Protokoll in Berlin, das sich mit der Veranstaltung von Großkonferenzen für die Bundesregierung beschäftigt. 2003 wurde er Botschafter der Bundesrepublik Deutschland in Beirut, Libanon. 2005 übernahm er die Leitung der Akademie Auswärtiger Dienst in Berlin.
Seit dem 7. August 2008 war Günter Rudolf Knieß deutscher Botschafter in Argentinien. Im September 2012 wurde der bisherige Beauftragte für Lateinamerika- und Karibikpolitik im Auswärtigen Amt, Bernhard von Waldersee, sein Nachfolger als Botschafter in Argentinien, während Knieß bereits im August 2012 Nachfolger von Jürgen Christian Mertens als Botschafter in Kolumbien wurde.
Er unterrichtet seit 2010 als Yogalehrer (BYV) und ist seit 2019 ehrenamtlicher Sterbebegleiter.
Günter Rudolf Knieß ist verheiratet und hat zwei Kinder.

## Diplomatenlaufbahn
| Vorgänger                | Amt                                                                                   | Nachfolger             |
| ------------------------ | ------------------------------------------------------------------------------------- | ---------------------- |
| Gisela Kaempffe-Sikora   | Botschafter der Bundesrepublik Deutschland in Beirut 2003–2005                        | Marius Haas            |
| Rolf Schumacher          | Botschafter der Bundesrepublik Deutschland in Buenos Aires August 2008–September 2012 | Bernhard von Waldersee |
| Jürgen Christian Mertens | Botschafter der Bundesrepublik Deutschland in Bogotá 2012–2016                        | Michael Bock           |